# Лозада, Диди
Маркос Энрике Лозада Сильва более известный как Диди Лозада (порт.-браз. Marcos Henrique Louzada Silva; порт.-браз. Didi Louzada; род. 2 июля 1999, Кашуэйру-ди-Итапемирин, Эспириту-Санту) — бразильский баскетболист, выступающий за бразильский клуб «Фламенго». Был выбран на драфте НБА 2019 года под 35-м номером клубом «Атланта Хокс».

## Профессиональная карьера

### Франка (2017—2019)
Лозада дебютировал за «Франку» 16 февраля 2017 года, сыграв менее двух минут в матче против «Пиньейроса». 26 января 2019 года он записал на свой счёт рекордные в карьере 27 очков и шесть подборов, одержав победу со счётом 100:70 над никарагуанским клубом «Реал Эстели» в Лиге ФИБА Америка.
12 апреля 2019 года Лозада сыграл за сборную мира на турнире Nike Hoop Summit в Портленде, штат Орегон. 19 апреля он был заявлен на драфт НБА 2019 года. В то время ESPN оценивал Лозаду как 61-го лучшего игрока на драфте. Он был выбран на драфте НБА 2019 года под 35-м номером клубом «Атланта Хокс». Позже права на его драфт были проданы в «Нью-Орлеан Пеликанс».

### Сидней Кингз (2019—2021)
5 июля 2019 года Лозада подписал контракт с австралийским клубом «Сидней Кингз», выступающим в НБЛ. Диди присоединился к команде по программе «NBL Next Stars», которая была создана в прошлом году для привлечения кандидатов на драфт НБА в НБЛ. 30 сентября 2020 года Лозада повторно подписал контракт с командой.

### Нью-Орлеан Пеликанс (2021—2022)
27 апреля 2021 года Лозада подписал контракт с «Нью-Орлеан Пеликанс». 19 ноября он был дисквалифицирован на 25 матчей за нарушение условий антинаркотической программы НБА. 21 января 2022 года, играя в Джи-Лиге НБА за «Бирмингем Сквадрон», Лозада получил травму левого колена. Два дня спустя «Пеликанс» объявили, что у него диагностирован разрыв медиального мениска в левом колене и он будет исключен из состава из-за травмы на неопределенный срок. 4 февраля он перенёс операцию на левом колене.

### Портленд Трэйл Блэйзерс (2022)
8 февраля 2022 года «Портленд Трэйл Блэйзерс» приобрели Лозаду,  Никейла Александра-Уокера, Томаша Саторанского, Джоша Харта, защищённый выбор первого раунда драфта 2022 года, лучший выбор второго раунда драфта 2026 года у «Нового Орлеана» и «Портленда» и выбор второго раунда драфта 2027 года от «Нового Орлеана» в обмен на Си Джей Макколлума, Ларри Нэнса (младшего) и Тони Снелла.
29 августа 2022 года «Блэйзерс» отчислили Лозаду.

### Кливленд Чардж (2022—2023)
24 октября 2022 года Лозада присоединился к составу «Кливленд Чардж».

### Фламенго (2023–настоящее время)
29 июня 2023 года Лозада подписал контракт с бразильским клубом «Фламенго».
13 июня 2024 года Лозада был задрафтован клубом «Вэлли Санз» на драфте расширения Джи-Лиги НБА 2024 года.

## Национальная сборная
Лозада был членом юношеской сборной Бразилии в возрасте до 16.
За взрослую сборную Бразилии Лозада дебютировал в квалификации на чемпионат мира 2019 года. На крупных турнирах Лозада дебютировал на чемпионате мира 2019 года (13-е место), также он принимал участие на чемпионате Америки 2022 года (2-е место) и на Олимпийских играх 2024 года (7-е место).

## Статистика

### Статистика в НБА
| Сезон                                                                                    | Команда    | Регулярный сезон | Регулярный сезон | Регулярный сезон | Регулярный сезон | Регулярный сезон | Регулярный сезон | Регулярный сезон | Регулярный сезон | Регулярный сезон | Регулярный сезон | Регулярный сезон | Серия плей-офф | Серия плей-офф | Серия плей-офф | Серия плей-офф | Серия плей-офф | Серия плей-офф | Серия плей-офф | Серия плей-офф | Серия плей-офф | Серия плей-офф | Серия плей-офф |
| Сезон                                                                                    | Команда    | GP               | GS               | MPG              | FG%              | 3P%              | FT%              | RPG              | APG              | SPG              | BPG              | PPG              | GP             | GS             | MPG            | FG%            | 3P%            | FT%            | RPG            | APG            | SPG            | BPG            | PPG            |
| ---------------------------------------------------------------------------------------- | ---------- | ---------------- | ---------------- | ---------------- | ---------------- | ---------------- | ---------------- | ---------------- | ---------------- | ---------------- | ---------------- | ---------------- | -------------- | -------------- | -------------- | -------------- | -------------- | -------------- | -------------- | -------------- | -------------- | -------------- | -------------- |
| 2020/21                                                                                  | Нью-Орлеан | 3                | 0                | 18,8             | 23,1             | 25,0             | -                | 1,0              | 1,0              | 0,7              | 0,0              | 2,7              | Не участвовал  | Не участвовал  | Не участвовал  | Не участвовал  | Не участвовал  | Не участвовал  | Не участвовал  | Не участвовал  | Не участвовал  | Не участвовал  | Не участвовал  |
| 2021/22                                                                                  | Нью-Орлеан | 2                | 0                | 3,5              | 0,0              | 0,0              | -                | 1,0              | 0,5              | 0,0              | 0,0              | 0,0              | Не участвовал  | Не участвовал  | Не участвовал  | Не участвовал  | Не участвовал  | Не участвовал  | Не участвовал  | Не участвовал  | Не участвовал  | Не участвовал  | Не участвовал  |
| 2021/22                                                                                  | Портленд   | 7                | 1                | 17,5             | 40,0             | 45,0             | 100,0            | 2,1              | 0,6              | 0,3              | 0,3              | 5,0              | Не участвовал  | Не участвовал  | Не участвовал  | Не участвовал  | Не участвовал  | Не участвовал  | Не участвовал  | Не участвовал  | Не участвовал  | Не участвовал  | Не участвовал  |
|                                                                                          | Всего      | 12               | 1                | 15,5             | 32,6             | 35,5             | 100,0            | 1,7              | 0,7              | 0,3              | 0,2              | 3,6              | Не участвовал  | Не участвовал  | Не участвовал  | Не участвовал  | Не участвовал  | Не участвовал  | Не участвовал  | Не участвовал  | Не участвовал  | Не участвовал  | Не участвовал  |
| Наведите курсор мыши на аббревиатуры в заголовке таблицы, чтобы прочесть их расшифровку. |            |                  |                  |                  |                  |                  |                  |                  |                  |                  |                  |                  |                |                |                |                |                |                |                |                |                |                |                |

### Статистика в Джи-Лиге
| Сезон                                                                                    | Команда            | Регулярный сезон | Регулярный сезон | Регулярный сезон | Регулярный сезон | Регулярный сезон | Регулярный сезон | Регулярный сезон | Регулярный сезон | Регулярный сезон | Регулярный сезон | Регулярный сезон | Серия плей-офф | Серия плей-офф | Серия плей-офф | Серия плей-офф | Серия плей-офф | Серия плей-офф | Серия плей-офф | Серия плей-офф | Серия плей-офф | Серия плей-офф | Серия плей-офф |
| Сезон                                                                                    | Команда            | GP               | GS               | MPG              | FG%              | 3P%              | FT%              | RPG              | APG              | SPG              | BPG              | PPG              | GP             | GS             | MPG            | FG%            | 3P%            | FT%            | RPG            | APG            | SPG            | BPG            | PPG            |
| ---------------------------------------------------------------------------------------- | ------------------ | ---------------- | ---------------- | ---------------- | ---------------- | ---------------- | ---------------- | ---------------- | ---------------- | ---------------- | ---------------- | ---------------- | -------------- | -------------- | -------------- | -------------- | -------------- | -------------- | -------------- | -------------- | -------------- | -------------- | -------------- |
| 2021/22                                                                                  | Бирмингем Сквадрон | 4                | 2                | 24,2             | 37,5             | 33,3             | 83,3             | 3,8              | 1,5              | 0,5              | 0,0              | 11,3             | Не участвовал  | Не участвовал  | Не участвовал  | Не участвовал  | Не участвовал  | Не участвовал  | Не участвовал  | Не участвовал  | Не участвовал  | Не участвовал  | Не участвовал  |
| 2022/23                                                                                  | Кливленд Чардж     | 18               | 6                | 24,9             | 41,8             | 35,6             | 69,2             | 4,4              | 1,9              | 0,9              | 0,3              | 8,2              | Не участвовал  | Не участвовал  | Не участвовал  | Не участвовал  | Не участвовал  | Не участвовал  | Не участвовал  | Не участвовал  | Не участвовал  | Не участвовал  | Не участвовал  |
|                                                                                          | Всего              | 22               | 8                | 24,8             | 40,8             | 35,1             | 73,7             | 4,3              | 1,8              | 0,9              | 0,2              | 8,8              | Не участвовал  | Не участвовал  | Не участвовал  | Не участвовал  | Не участвовал  | Не участвовал  | Не участвовал  | Не участвовал  | Не участвовал  | Не участвовал  | Не участвовал  |
| Наведите курсор мыши на аббревиатуры в заголовке таблицы, чтобы прочесть их расшифровку. |                    |                  |                  |                  |                  |                  |                  |                  |                  |                  |                  |                  |                |                |                |                |                |                |                |                |                |                |                |

### Статистика в других лигах
| Сезон | Команда               | Лига                   | GP  | GS | MPG  | FG%  | 3P%  | FT%  | RPG | APG | SPG | BPG | PFL | TOV | PPG  |
| --- | --------------------- | ---------------------- | --- | -- | ---- | ---- | ---- | ---- | --- | --- | --- | --- | --- | --- | ---- |
| 2016/17 | Франка                | Чемпионат Бразилии     | 1   | 0  | 1,9  | -    | -    | -    | 0,0 | 0,0 | 0,0 | 0,0 | 0,0 | 0,0 | 0,0  |
| 2017/18 | Франка                | Чемпионат Бразилии     | 23  | 5  | 10,8 | 42,0 | 29,0 | 66,7 | 1,5 | 0,6 | 0,5 | 0,0 | 1,5 | 0,3 | 3,3  |
| 2018/19 | Все клубы             | Все лиги               | 48  | 13 | 19,6 | 49,6 | 42,7 | 73,5 | 2,8 | 1,0 | 0,7 | 0,1 | 2,0 | 1,1 | 10,6 |
| 2018/19 | Франка                | Чемпионат Бразилии     | 33  | 11 | 18,9 | 45,4 | 36,5 | 75,0 | 2,8 | 1,0 | 0,6 | 0,1 | 1,9 | 1,2 | 9,7  |
| 2018/19 | Франка                | Лига Судамерикано      | 9   | 2  | 20,6 | 64,6 | 61,1 | 81,8 | 2,7 | 0,9 | 0,7 | 0,0 | 2,4 | 0,8 | 12,8 |
| 2018/19 | Франка                | Лига ФИБА Америка      | 6   | 0  | 21,9 | 50,0 | 41,9 | 42,9 | 2,8 | 1,3 | 1,2 | 0,0 | 1,7 | 1,3 | 12,3 |
| 2019/20 | Все клубы             | Все лиги               | 28  | 16 | 22,2 | 41,8 | 37,1 | 65,0 | 3,5 | 1,6 | 0,5 | 0,3 | 2,0 | 1,3 | 10,6 |
| 2019/20 | Сидней Кингз          | НБЛ                    | 26  | 15 | 22,2 | 39,9 | 33,1 | 67,6 | 3,5 | 1,6 | 0,6 | 0,3 | 1,9 | 1,3 | 9,8  |
| 2019/20 | Сидней Кингз          | НБЛ Блиц               | 2   | 1  | 22,0 | 60,0 | 68,8 | 33,3 | 4,5 | 2,5 | 0,0 | 0,0 | 3,0 | 1,0 | 21,0 |
| 2020/21 | Сидней Кингз          | НБЛ                    | 20  | 12 | 24,1 | 38,9 | 26,4 | 57,1 | 3,4 | 1,9 | 0,7 | 0,3 | 1,8 | 1,3 | 8,8  |
| 2023/24 | Все клубы             | Все лиги               | 54  | 44 | 28,1 | 39,7 | 33,3 | 76,2 | 4,6 | 2,1 | 1,1 | 0,1 | 1,9 | 1,4 | 10,2 |
| 2023/24 | Фламенго              | Чемпионат Бразилии     | 44  | 36 | 28,1 | 41,3 | 35,2 | 75,4 | 4,6 | 2,2 | 1,2 | 0,1 | 1,9 | 1,4 | 10,8 |
| 2023/24 | Фламенго              | Лига чемпионов Америка | 10  | 8  | 27,7 | 32,1 | 25,0 | 83,3 | 4,5 | 1,6 | 0,8 | 0,0 | 2,0 | 1,5 | 7,5  |
| Всего | Всего                 | Всего                  | 174 | 90 | 21,9 | 42,8 | 35,4 | 71,8 | 3,4 | 1,5 | 0,8 | 0,1 | 1,9 | 1,1 | 9,2  |
| В чемпионате Бразилии | В чемпионате Бразилии | В чемпионате Бразилии  | 101 | 52 | 20,9 | 42,8 | 35,0 | 74,8 | 3,3 | 1,4 | 0,8 | 0,1 | 1,8 | 1,0 | 8,6  |
| В НБЛ | В НБЛ                 | В НБЛ                  | 46  | 27 | 23,1 | 39,5 | 30,2 | 63,1 | 3,4 | 1,7 | 0,6 | 0,3 | 1,8 | 1,3 | 9,4  |
| Наведите курсор мыши на аббревиатуры в заголовке таблицы, чтобы прочесть их расшифровку Статистика приведена с сайта basketball.realgm.com |                       |                        |     |    |      |      |      |      |     |     |     |     |     |     |      |